# تئاتر ملی کرواسی در اسپلیت
تئاتر ملی کرواسی در اسپلیت (کرواتی: Hrvatsko narodno kazalište u Splitu) یک سالن نمایش در شهر اسپلیت، کرواسی است.
این تئاتر که در سال ۱۸۹۳ تأسیس شده دارای ۱۰۰۰ نفر ظرفیت است.

## نگارخانه

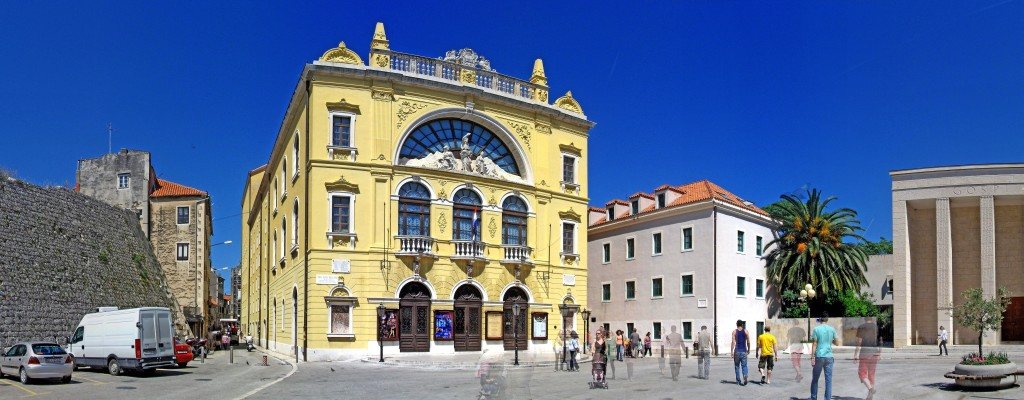
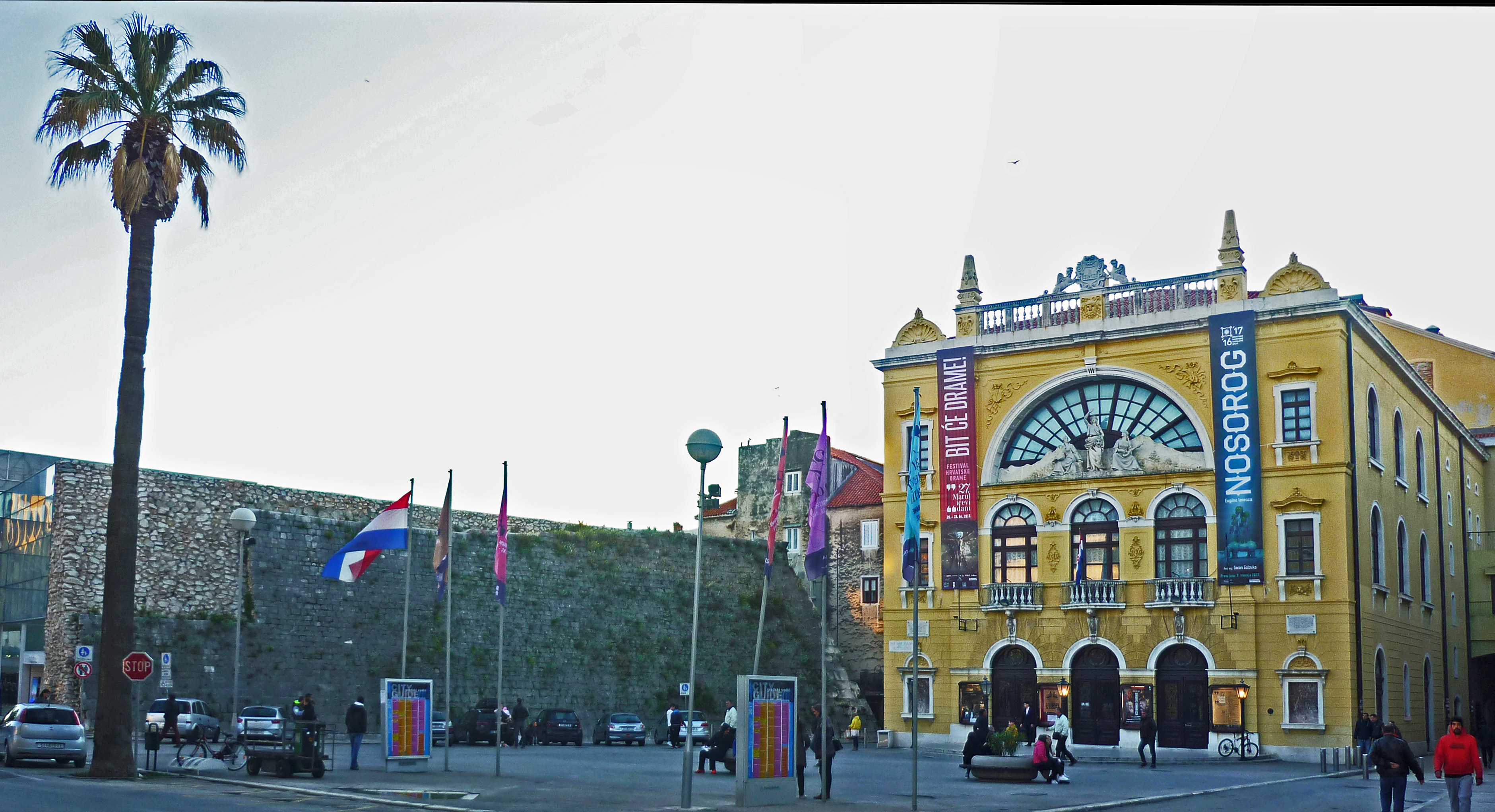
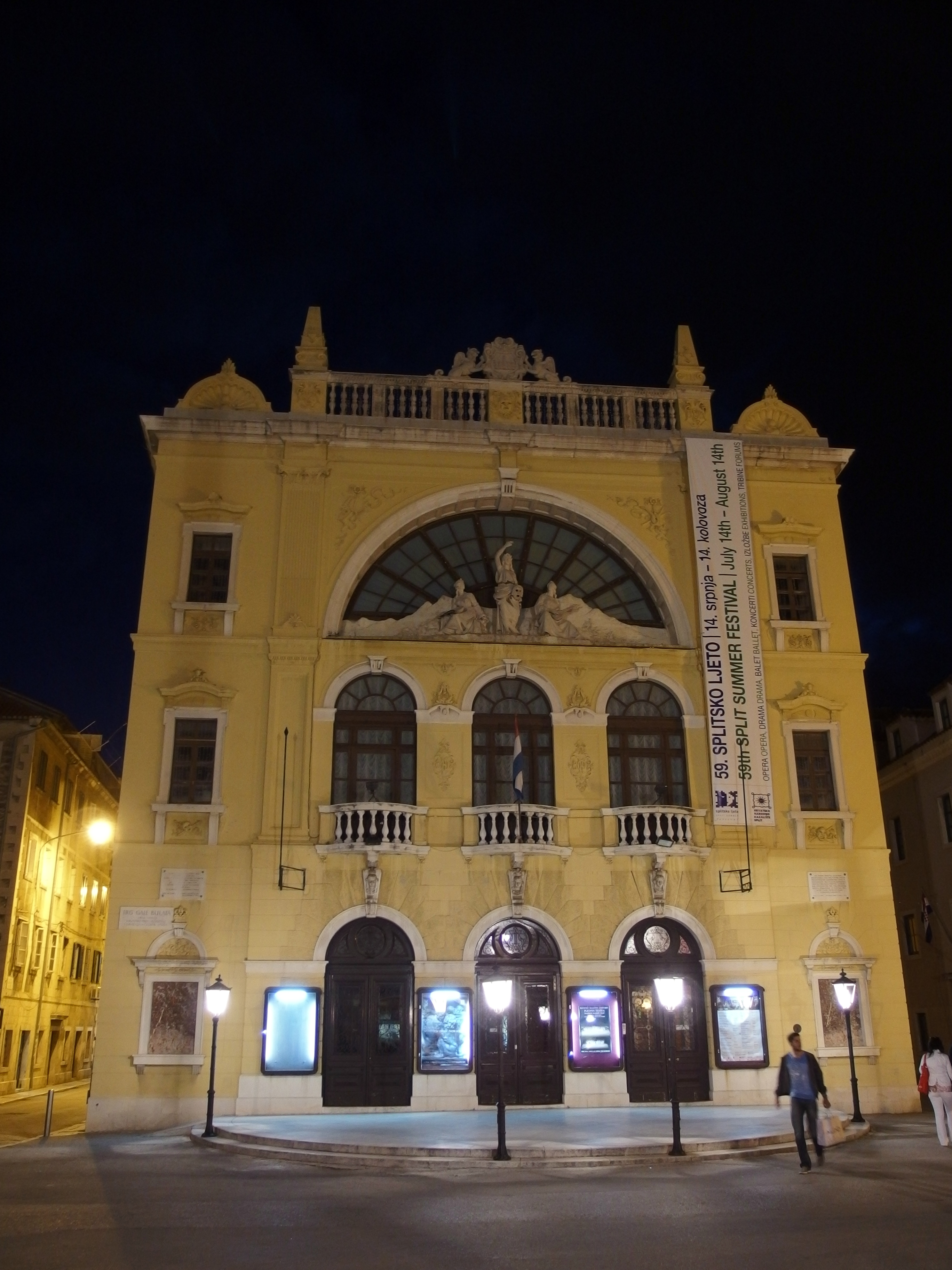